# 초야에 타는 강
초야에 타는 강은 1986년 공개된 대한민국의 영화이다.

## 배역
- 이영하
- 오수비
- 김애경
- 박암